# Poladryas minuta
Poladryas minuta är en fjärilsart som beskrevs av Edwards 1861. Poladryas minuta ingår i släktet Poladryas och familjen praktfjärilar. Inga underarter finns listade i Catalogue of Life.